# Мозговой, Александр Иванович
Александр Иванович Мозговой (15 апреля 1931, с. Кощеево, Центрально-Чернозёмная область — 11 декабря 1997, Ломово, Белгородская область) — председатель колхоза имени Карла Маркса Корочанского района Белгородской области; кандидат сельскохозяйственных наук; Герой Социалистического Труда. Член КПСС; член бюро райкома КПСС. Депутат Верховного Совета СССР 10-11 созывов (1979—1989); член исполкома Белгородского областного Совета народных депутатов.

## Биография
Родился 15 апреля 1931 года в селе Кощеево (ныне центр Кощеевского сельского поселения Корочанского района Белгородской области) в крестьянской семье. Русский.
В 1949 году окончил Корочанский сельскохозяйственный техникум. Работал агрономом Золотухинской МТС Курской области. В 1952—1967 гг. председатель колхоза «1 Мая» в селе Заячье Корочанского района. В те годы колхоз получал по 300 центнеров сахарной свеклы и по 21 центнеру зерна с гектара. В 1964 г. окончил Курский сельскохозяйственный институт.
С 1967 года председатель укрупнённого колхоза имени Карла Маркса. В 1973 году сбор сахарной свеклы в колхозе доходил до 480 центнеров с гектара. По итогам IX пятилетки колхоз им. Карла Маркса был награждён Красным Знаменем Совета Министров РСФСР и Министерства сельского хозяйства СССР, был удостоен Диплома I степени ВДНХ СССР и получил в качестве премии автобус, 7 грузовых машин, 2 легковые машины, 2 трактора и 2 спецмашины. В 1976 году 8 колхозников были награждены государственными наградами, в том числе четверо — орденом Ленина. В 1984 г. А. И. Мозговой защитил диссертацию на соискание учёной степени кандидата сельскохозяйственных наук.
Указом № УП — 703 Президента СССР от 10 сентября 1990 года «за достижение высоких результатов в производстве и продаже государству сельскохозяйственной продукции, большой личный вклад в решение социальных вопросов» Мозговому Александру Ивановичу присвоено звания Героя Социалистического Труда с вручением ордена Ленина и золотой медали «Серп и Молот».
Руководил колхозом (ныне акционерное общество закрытого типа) «Луч» до 1996 года.
Избирался от Белгородской области депутатом Совета Союза Верховного Совета СССР 10-го (1979—1984) и 11-го (1984—1989) созывов.
Жил в родном селе Ломово Корочанского района. Скончался 11 декабря 1997 года. Похоронен на кладбище села Ломово.

## Память
В селе Ломово на административном здании АОЗТ «Луч» открыта мемориальная доска. В 2007 году у здания средней школы открыт бюст А. И. Мозгового.

## Награды и звания
- Герой Социалистического Труда (1990)
- орден Ленина (1990)
- орден Трудового Красного Знамени
- медали
- Заслуженный агроном РСФСР (1974)